# Praktiskt Båtägande
Praktiskt Båtägande, tidskrift utgiven av tidskriftsförlaget Hjemmet Mortensen AB. Startade i april 2003 av Micke Westin (chefredaktör), Gunnar Netz (förlagschef) och Christer Rindeblad affärutvecklare. Tog snabbt stora andelar läsare och är sedan 2008 den båttidning som säljer flest lösnummer i kioskerna.
Tidningen vänder sig i stor utsträckning till de med en praktisk inställning till båtlivet och som gillar gör-det-själv. Innehållet består bland annat av praktiska tips, pryl- och verktygstester och praktiska guider. Men det finns även utrymme för inspirerande artiklar om färder och färdmål, nära och fjärran.
2005 lanserade förlaget också en systertidning i Finland döpt till Venemestari.
Chefredaktör för Praktiskt Båtägande är från 2010 Philip Pereira dos Reis.
Förlaget Egmont ger ut Hjemmet Mortensson tidskrifter i Sverige och de hade båttidningen Båtnytt. Båtnytt gick upp i Praktiskt Båtägande 2019.